# Ola Hansson

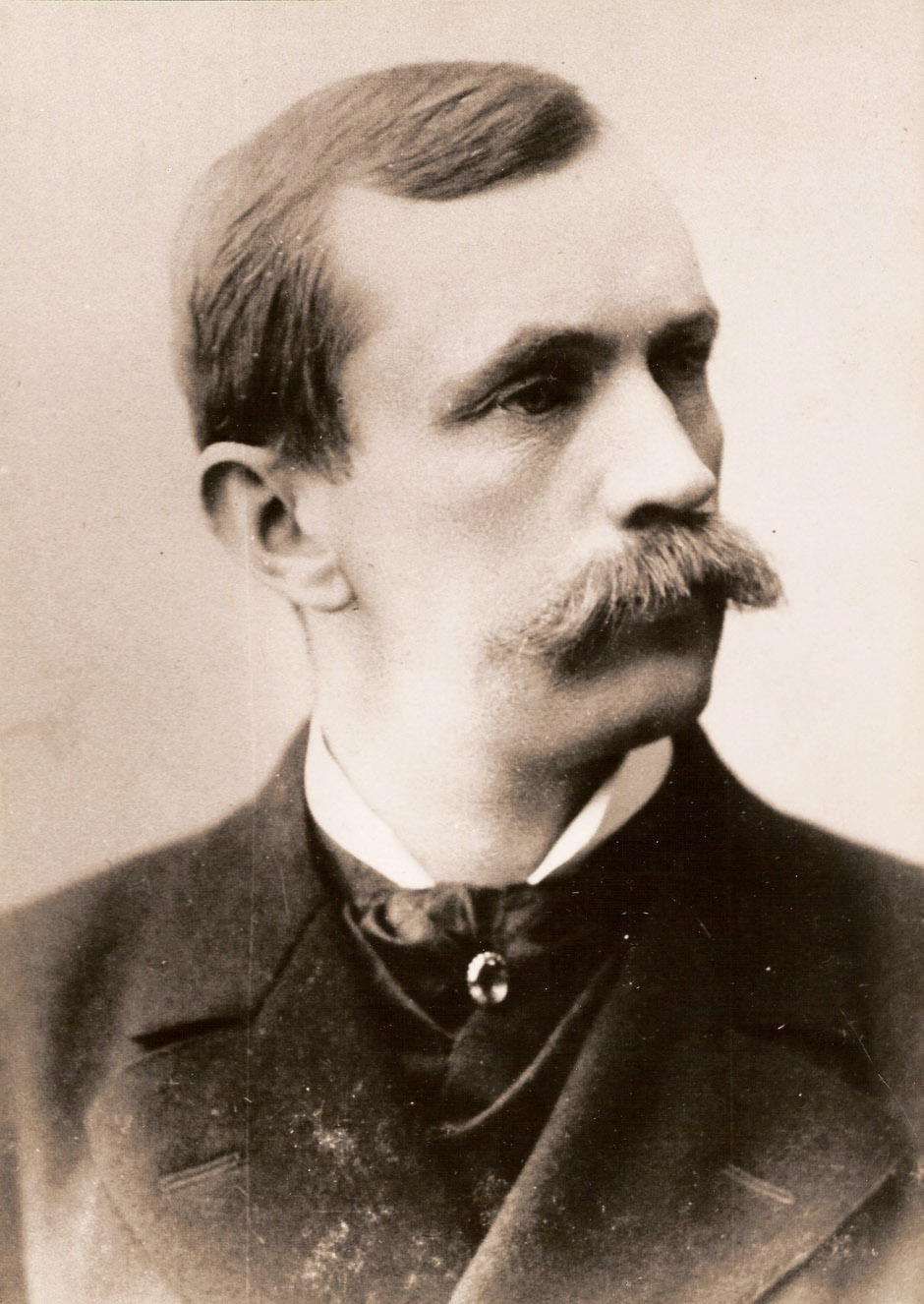
Ola Hansson

Ola Hansson (* 12. November 1860 in Hönsinge (Grönby), Schweden; † 26. September 1925 in Büyükdere am Bosporus) war ein schwedisch-deutscher Schriftsteller.

## Leben

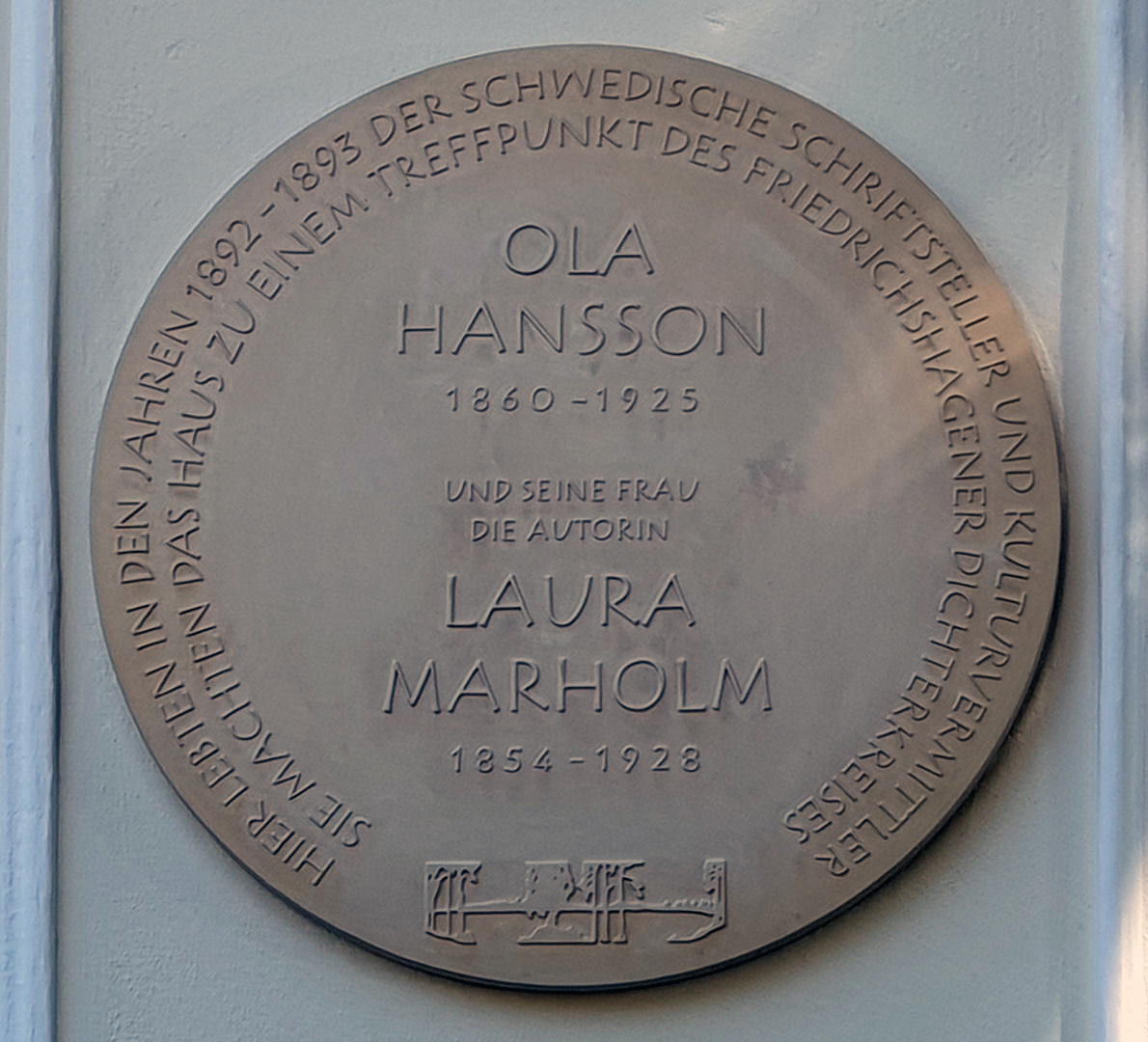
Gedenktafel an seinem ehemaligen Wohnhaus in Berlin-Friedrichshagen

Ola Hansson heiratete 1889 die deutsch-baltische Autorin Laura Marholm. Gemeinsam mit ihr verließ er 1890 Schweden, um auf Umwegen durch Frankreich und die Schweiz nach Berlin zu gelangen und sich dort niederzulassen. Ebenso wie seine Frau schloss er sich dem Friedrichshagener Dichterkreis an. Bis zu seinem Lebensende kehrte er nicht mehr nach Schweden zurück.
Als Grund für seine Emigration werden die vernichtenden Kritiken seiner Werke Notturno (1885) und der Novellensammlung Sensitiva amorosa (1887) angeführt. Die Herabsetzung dieser zentralen Werke empfand Hansson als beleidigend und diffamierend. 1888/1889 wurde er, durch Vermittlung von Georg Brandes und August Strindberg, mit dem Werk von Friedrich Nietzsche konfrontiert, das ihn bis an sein Lebensende beschäftigte.

## Werke
- Seher und Deuter. Rosenbaum & Hart, Berlin 1894. (Digitalisat)
- Vor der Ehe. Roman. Janke, Berlin 1895.
- Alltagsfrauen. Beiträge zur Liebesphysiologie der Gegenwart. Duncker, Berlin 1896.
- Nordisches Leben. Band 1: Goldene Jugend. Duncker, Berlin 1897.
- Nietzsche. Boer, München 1897. ISBN 978-3-924963-81-1 (Digitalisat)
- Sensitiva amorosa. Aus dem Schwedischen übersetzt und hrsg. von Erik Gloßmann. Boer, München 1997, ISBN 3-924963-80-0.
- Parias. Aus dem Schwedischen übersetzt und hrsg. von Erik Gloßmann. Boer, München 2001. ISBN 3-924963-86-X.
- Der Materialismus in der Literatur. Hammer, Stuttgart 1892. (Digitalisat)